# Finnpartner (Schiff, 1966)
Die Finnpartner war ein 1966 in Dienst gestelltes Fährschiff der finnischen Reederei Finnlines und gehörte einer Baureihe von vier Schwesterschiffen an. In seiner 36 Jahre andauernden aktiven Dienstzeit war das Schiff unter mehreren Namen und Eignern in ganz Europa im Einsatz. 2004 erfolgte der Abbruch der zwei Jahre zuvor ausgemusterten Fähre im indischen Alang.

## Geschichte

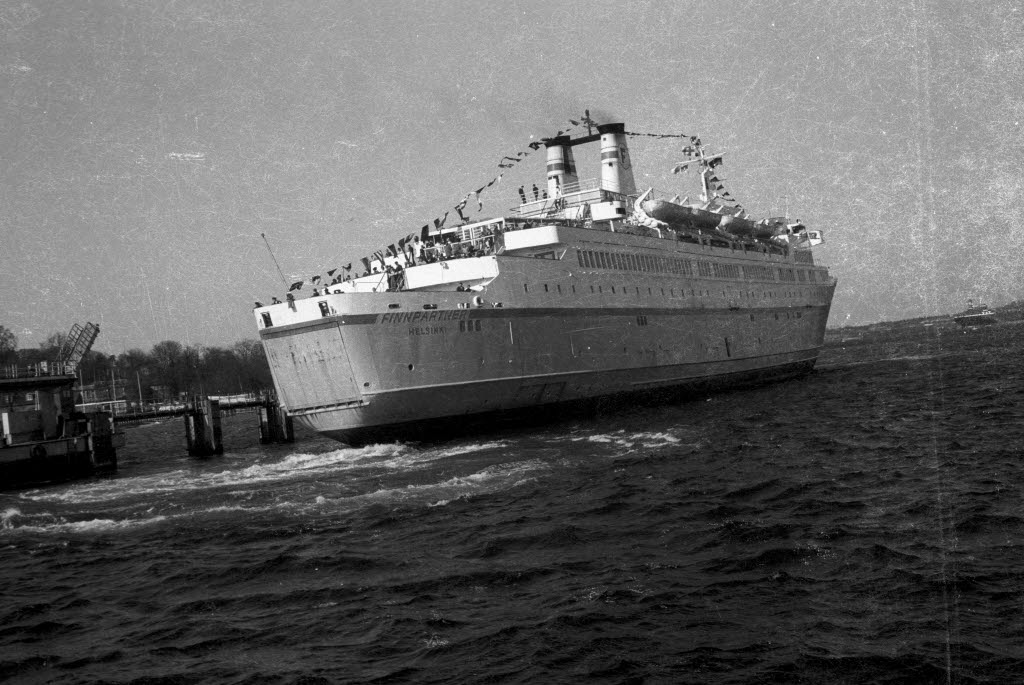
Die Finnpartner bei einer Kreuzfahrt in Kiel, April 1968

Die Finnpartner wurde am 12. Februar 1965 bestellt und am 6. April desselben Jahres unter der Baunummer 380 in der Werft von Wärtsilä in Helsinki auf Kiel gelegt. Der Stapellauf erfolgte am 15. Dezember 1965. Nach der Ablieferung an die Finnlines am 22. Juni 1966 nahm das Schiff am 4. Juli den Fährdienst zwischen Helsinki, Nynäshamn / Slite, Karlskrona und Lübeck auf. Ihre Schwesterschiffe waren die Finnhansa (1966), die Prins Hamlet (1966) und die Bohème (1968).
Neben ihrer Hauptstrecke befuhr die Finnpartner in den folgenden Jahren gelegentlich auch andere Routen. So übernahm sie unter anderen auch mehrere als Kreuzfahrten vermarktete Reisen nach Kiel. Im Oktober 1968 lag das Schiff zu Werbezwecken für fünf Tage neben der Tower Bridge in London, wo sie eine Export-Ausstellung namens Finnfocus-68 beherbergte.
Im Dezember 1968 wurde die Fähre von der Svea Line erworben. Die Übernahme des nun in Sveaborg umbenannten Schiffes erfolgte nach seiner letzten Überfahrt für die Finnlines im Januar 1969. Unter Charter der Trave Lines stand sie fortan zwischen Helsinki, Kopenhagen und Travemünde im Einsatz.
Im März 1977 charterte die Aarhus-Oslo Linie das Schiff unter dem Namen Peer Gynt für den Dienst von Aarhus nach Oslo. Nach Abschluss der Charter ging die Peer Gynt in den Besitz der Stena Line über, die sie in Stena Baltica umbenannte. Nach umfangreichen Modernisierungs- und Umbauarbeiten in der Nobiskrug-Werft wurde sie ab März 1979 als Wohnschiff für Offshore-Anlagen genutzt, ehe sie 1981 in Göteborg aufgelegt wurde.
Neuer Eigner wurde im April 1982 die griechische Dane Sea Line. Im selben Jahr nahm die Fähre als Ialyssos den Dienst auf den Strecken von Piräus, Patmos, Leros, Kalymnos, Kos und Rhodos sowie von Astypalea nach Nisyros, Tilos, Symi und Kastelorizo auf. 1998 wechselte die Ialyssos auf die Strecke von Piräus nach Kreta. Zu diesem Zeitpunkt befand sich die Dane Sea Line in finanziellen Schwierigkeiten, wodurch das Schiff wie alle anderen Einheiten der Flotte vernachlässigt wurde und sich alsbald in einem schlechten Zustand befand.
Im Oktober 2000 wurde die Ialyssos aufgrund eines Maschinenschadens sowie ihres allgemeinen Zustands arrestiert. Nach längerer Liegezeit wurde das Schiff im Januar 2002 an einen unbekannten Eigner in Kambodscha verkauft und in Salim umbenannt. Noch im selben Jahr erfolgte der Weiterverkauf an die griechische Farley Shipping Line, die sie als Noura I unter Bereederung der Sunlight Shipping & Maritime Transport zwischen Sues und Dschidda einsetzten.
2004 wurde die Noura I zum Abbruch verkauft und unter dem verkürzten Namen Noura ins indische Alang überführt, wo sie am 18. Mai 2004 eintraf.